# Хаммам Мескутін
Хаммам Мескутін (араб. حمام المسخوطين) — геотермальні джерела, що знаходяться на північному сході Алжиру за 15 км від міста Гельма. Джерела протягом декількох тисяч років сформували унікальні ландшафти. Тут виросли мінеральні утворення різноманітних відтінків, від коричнево-жовтих, рудих і цегляних до зелених і молочних. Ці утворення є карбонатними відкладеннями. Вода, стікаючи по них, забарвлюється тонами геологічної структури. За одну хвилину із джерел витікає близько 100 тисяч літрів води.
Пейзажі, що утворилися в результаті впливу мінеральної води і навколишнього середовища, нагадують застиглі водоспади. Висота пагорба, на якому розташовані термальні джерела, досягає двадцяти метрів. Насичена мінеральними солями, вода, температура якої коливається від +50 °C до +97 °C, має лікувальні властивості. Поруч із джерелами побудований СПА-курорт Хаммам Хеллала (араб. حمام الشلالة).
У стародавні часи тут знаходилось римське поселення Аква Тіблітана (лат. Aquae Thiblitanae). Хаммам Мескутін у перекладі з арабської мови означає «купальні проклятих». Ця назва походить від місцевої легенди, яка оповідає про шлюб чоловіка зі своєю сестрою. Одноплемінники обурилися такому святотатству старійшини стали проти осквернення закону. Але це не допомогло. Обурені таким вчинком одноплемінники покинули ці краї. Жителі, які покинули край, не поверталися довгий час, а коли повернулися, то не повірили своїм очам — наречені перетворені в кам'яній брили в момент укладення кровозмісного союзу.

## Галерея

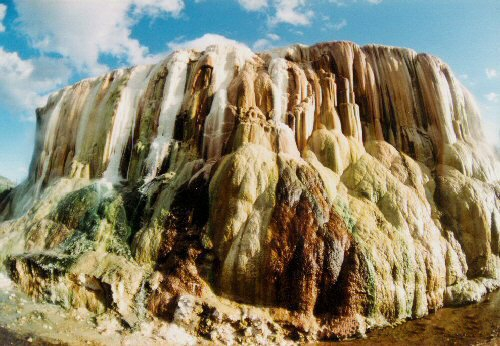
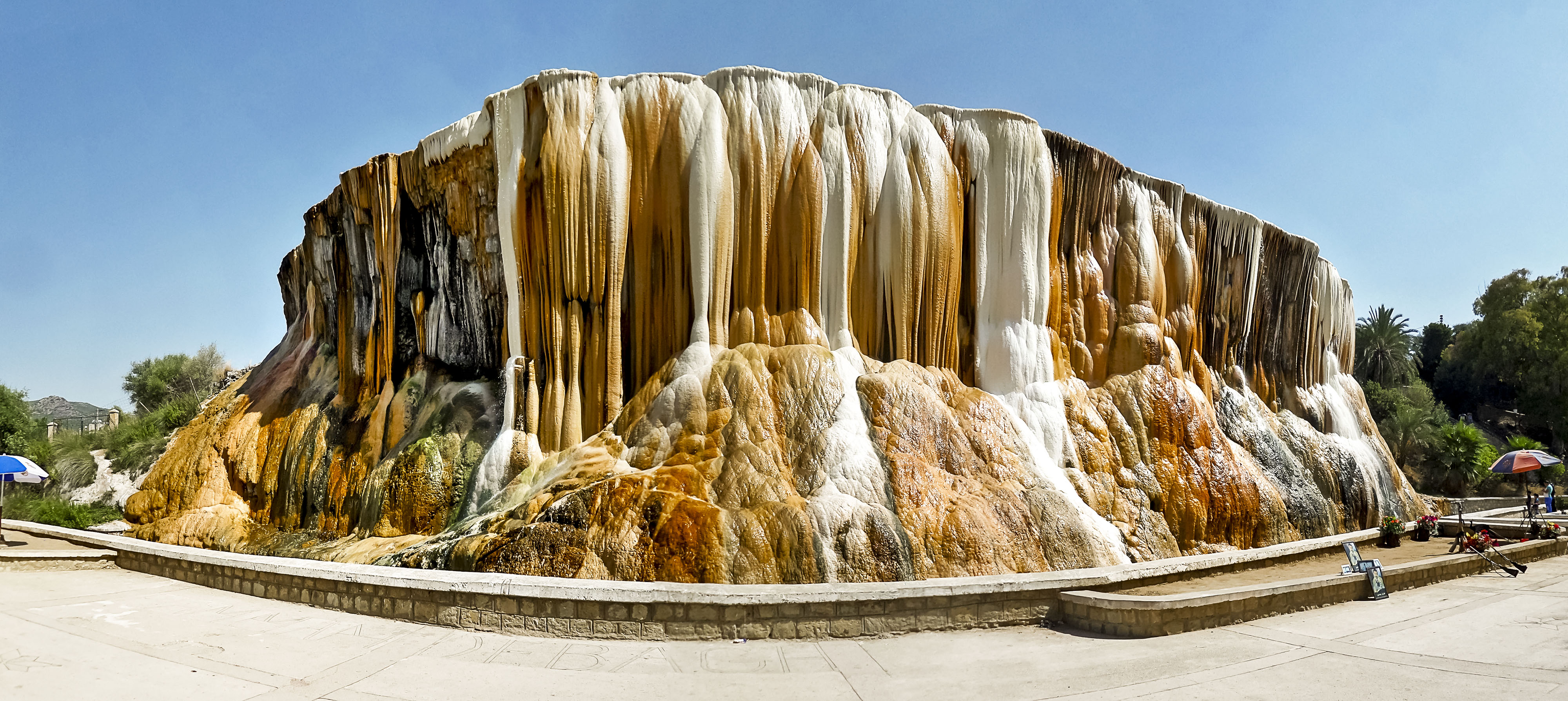
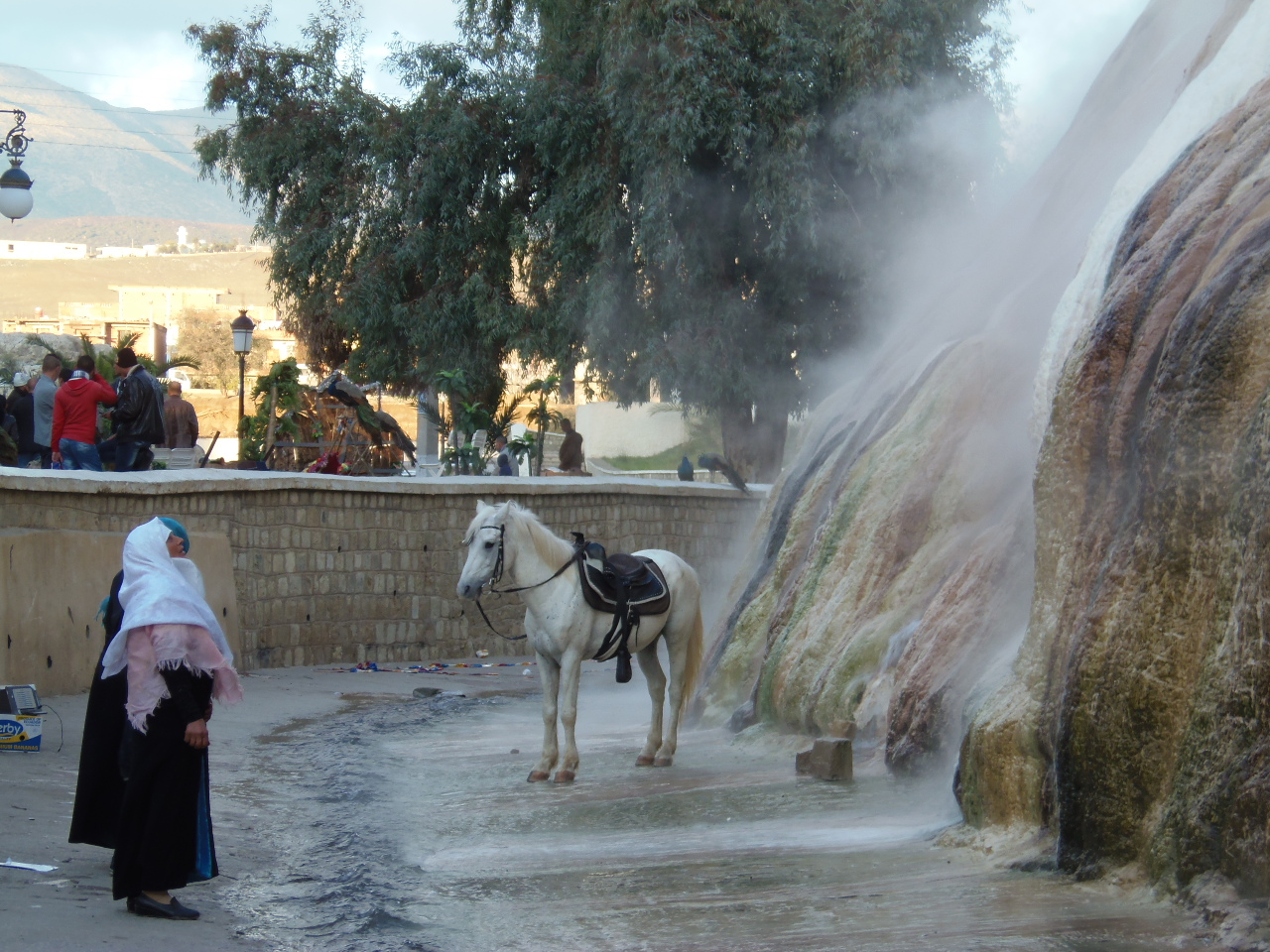
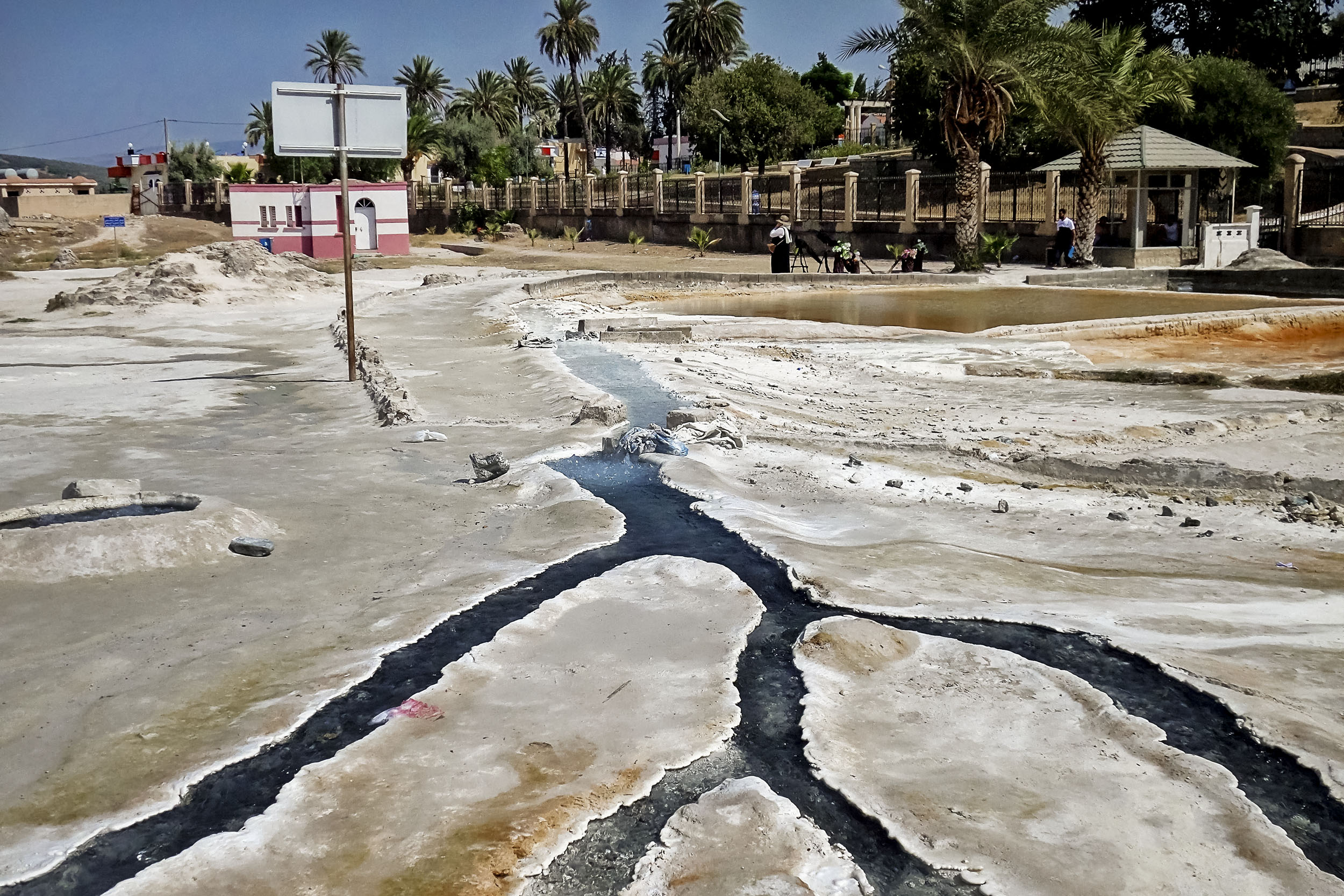
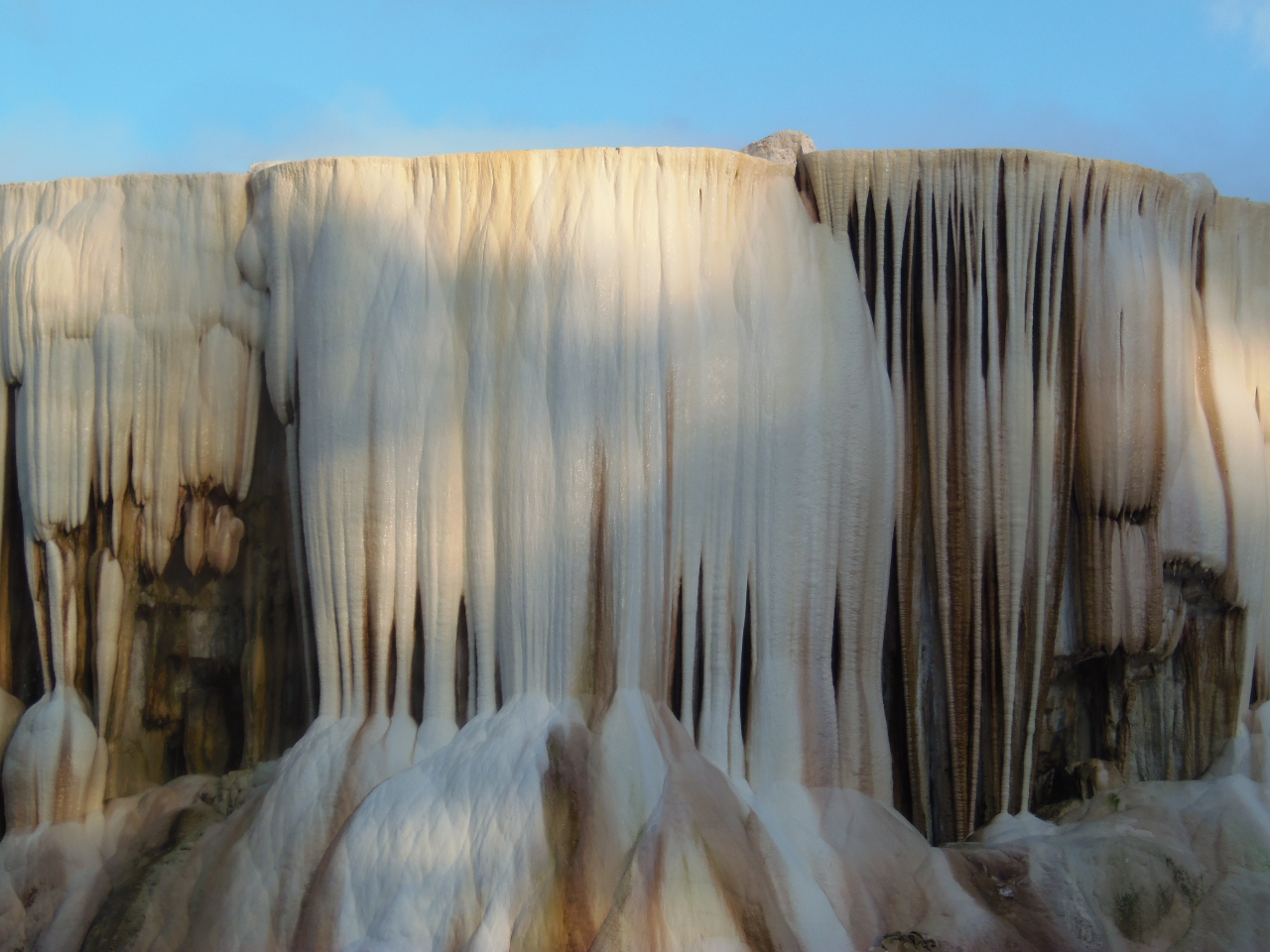